# ستادسكانال
ستادسكانال Stadskanaal  بلدية هولندية تقع في الشمال الشرقي للبلاد بمقاطعة خرونينجن.

## طوبوغرافيا
خريطة طوبوغرافية هولندية لبلدية ستادسكانال، يونيو 2015، (تقرأ بعد ثلاث نقرات على الخريطة)

## معرض صور

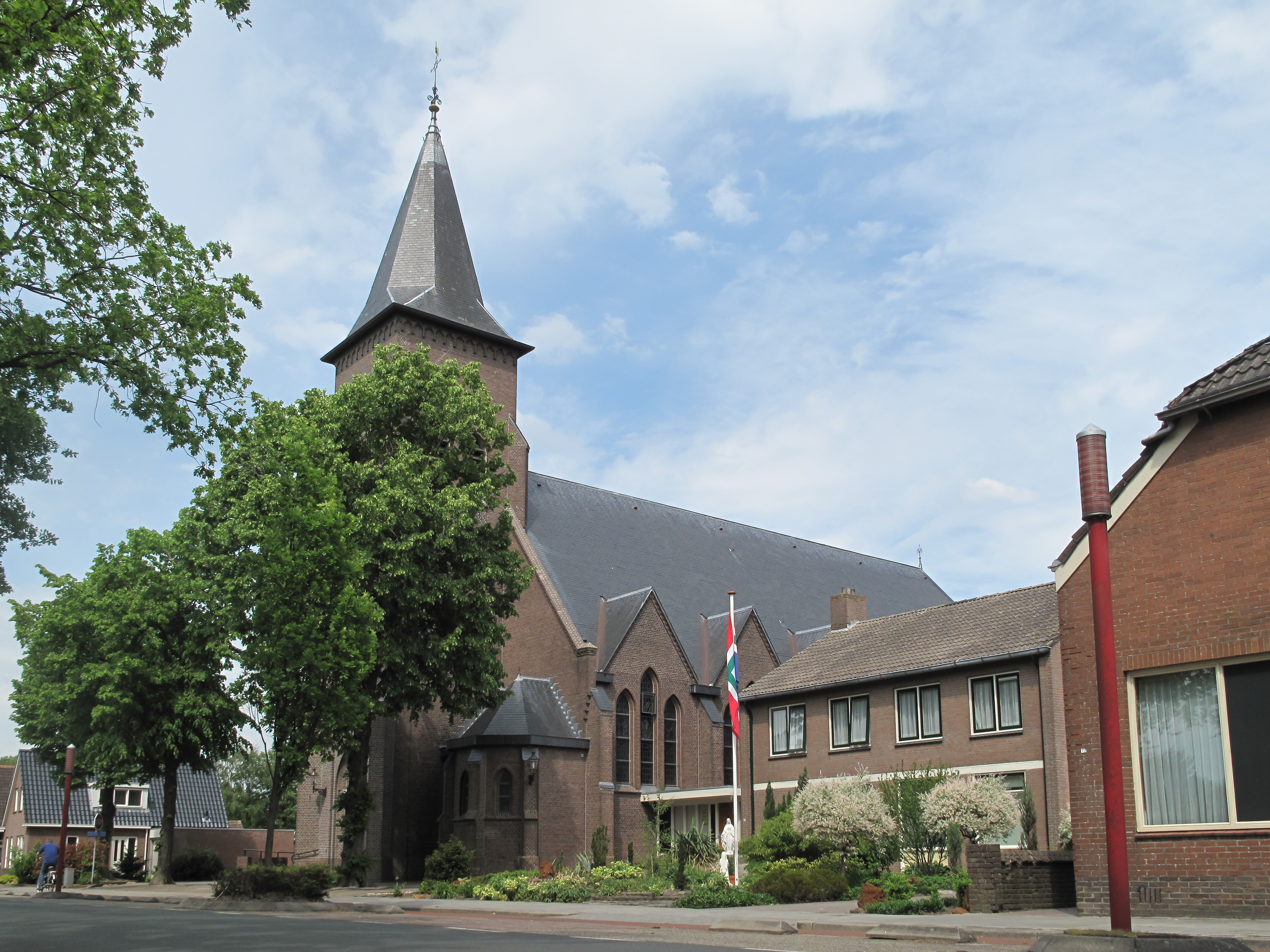
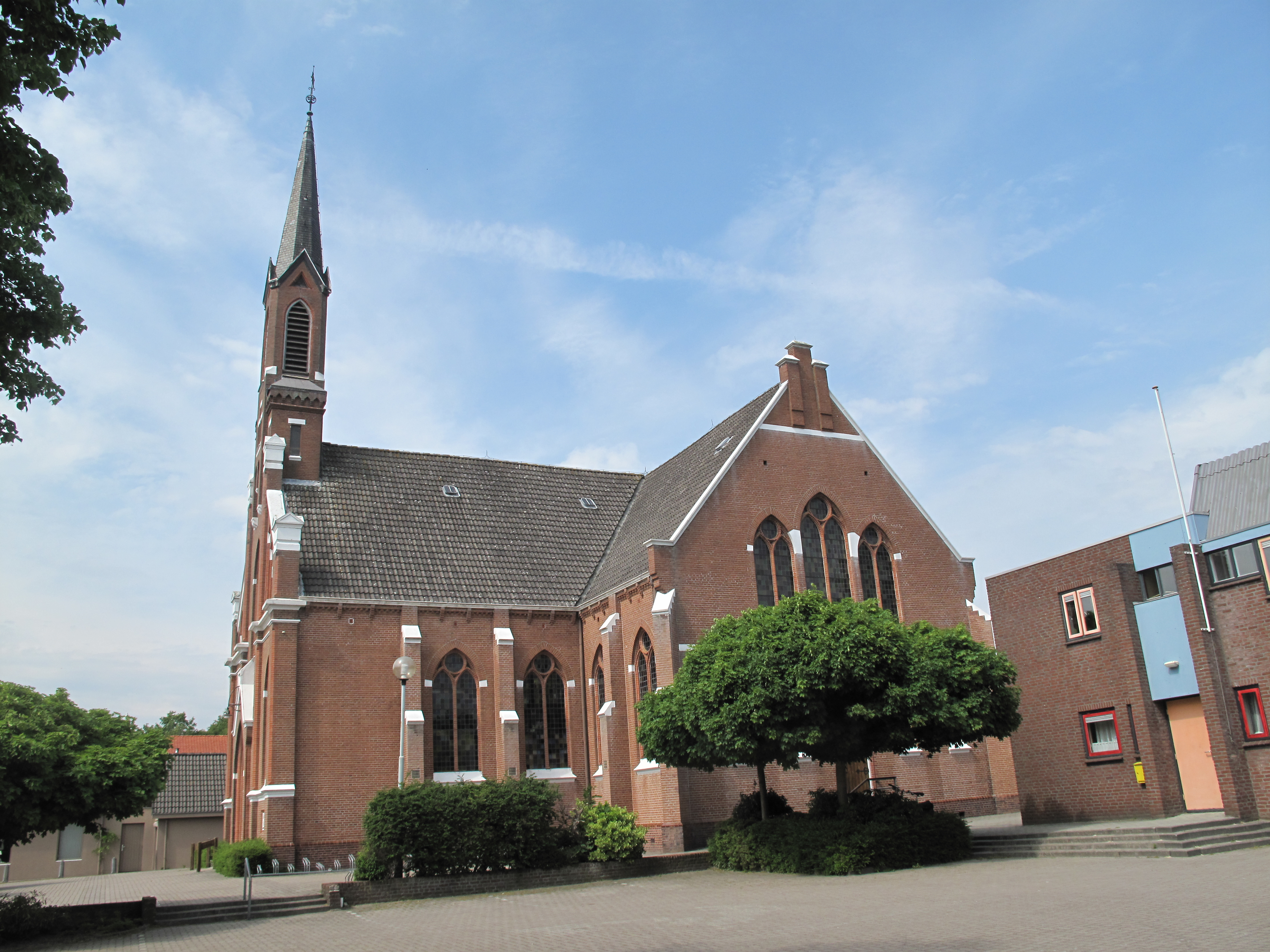
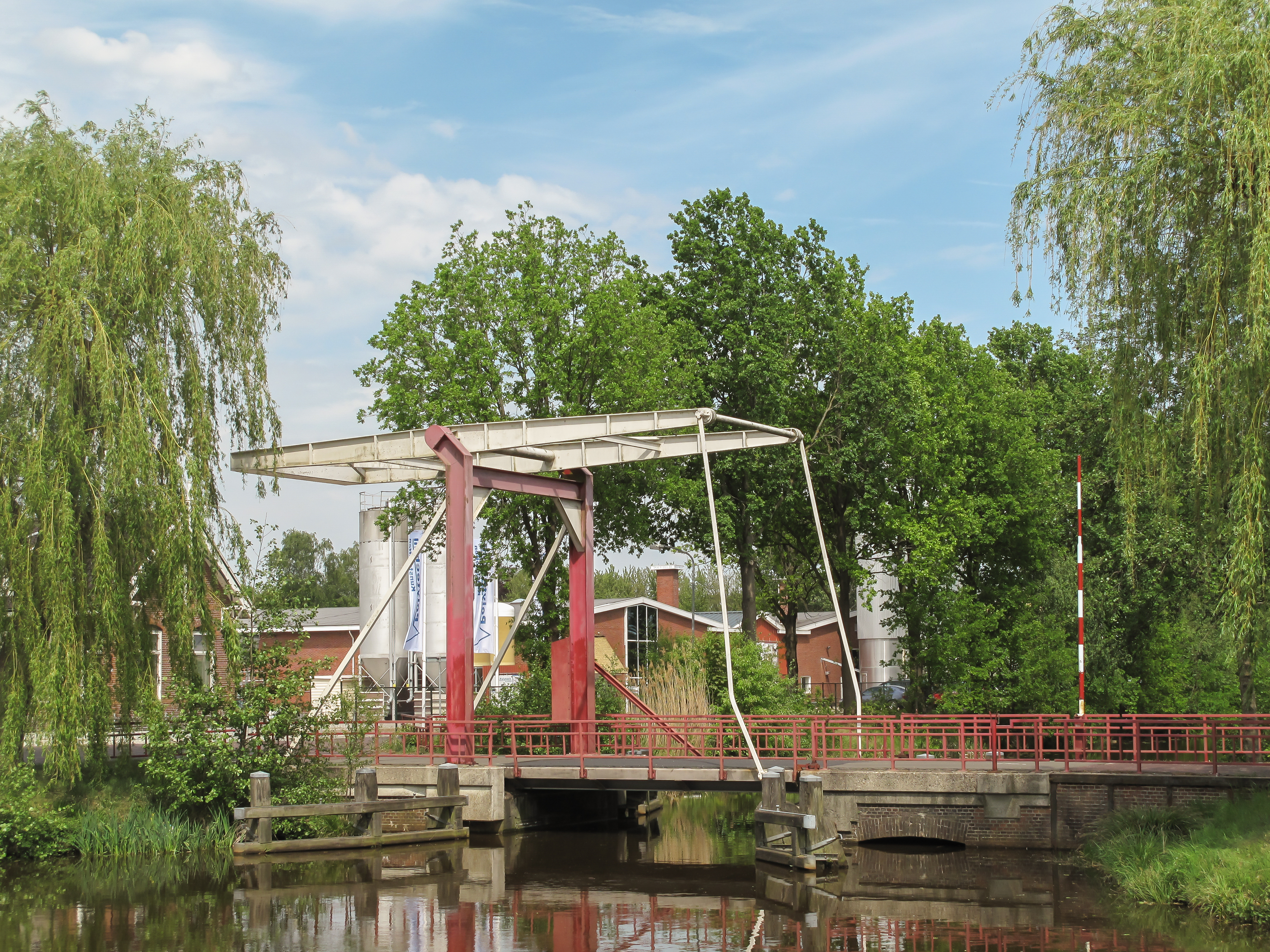
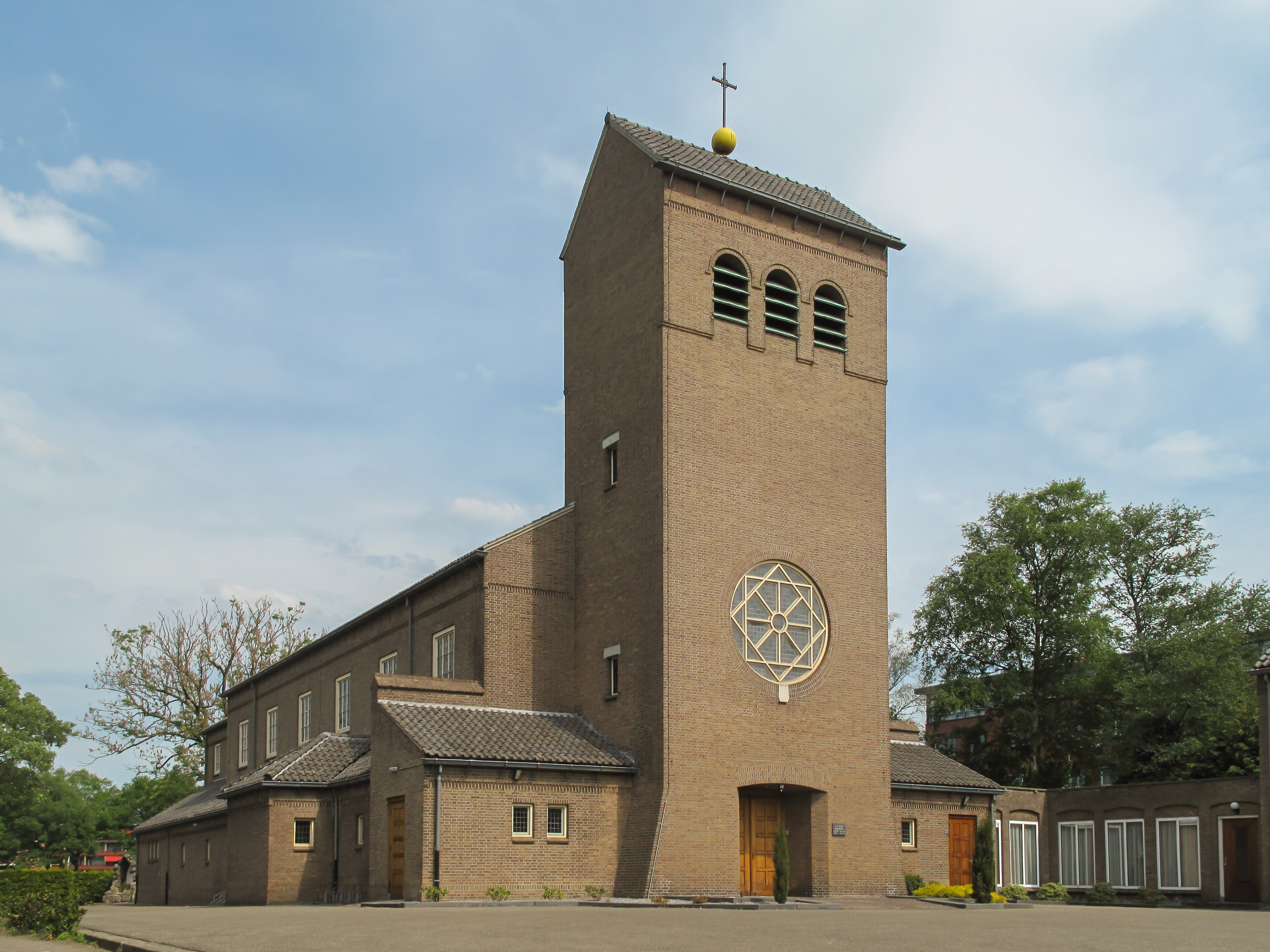

## أعلام
- هينك بوس
- غلين بيجل